# Tenna (Zwitserland)
Tenna is een plaats en voormalige gemeente in het Zwitserse kanton Graubünden. Tenna telde eind 2012 114 inwoners. Sinds 2013 maakt het deel uit van de fusiegemeente Safiental.
- Gemeinsame Normdatei: 4838864-6
- Historisch woordenboek van Zwitserland: 001484
- Virtual International Authority File: 239672138
- WorldCat: E39PCjxPFmYyGfCxwHgDV3k4bd